# Fritz Löffler

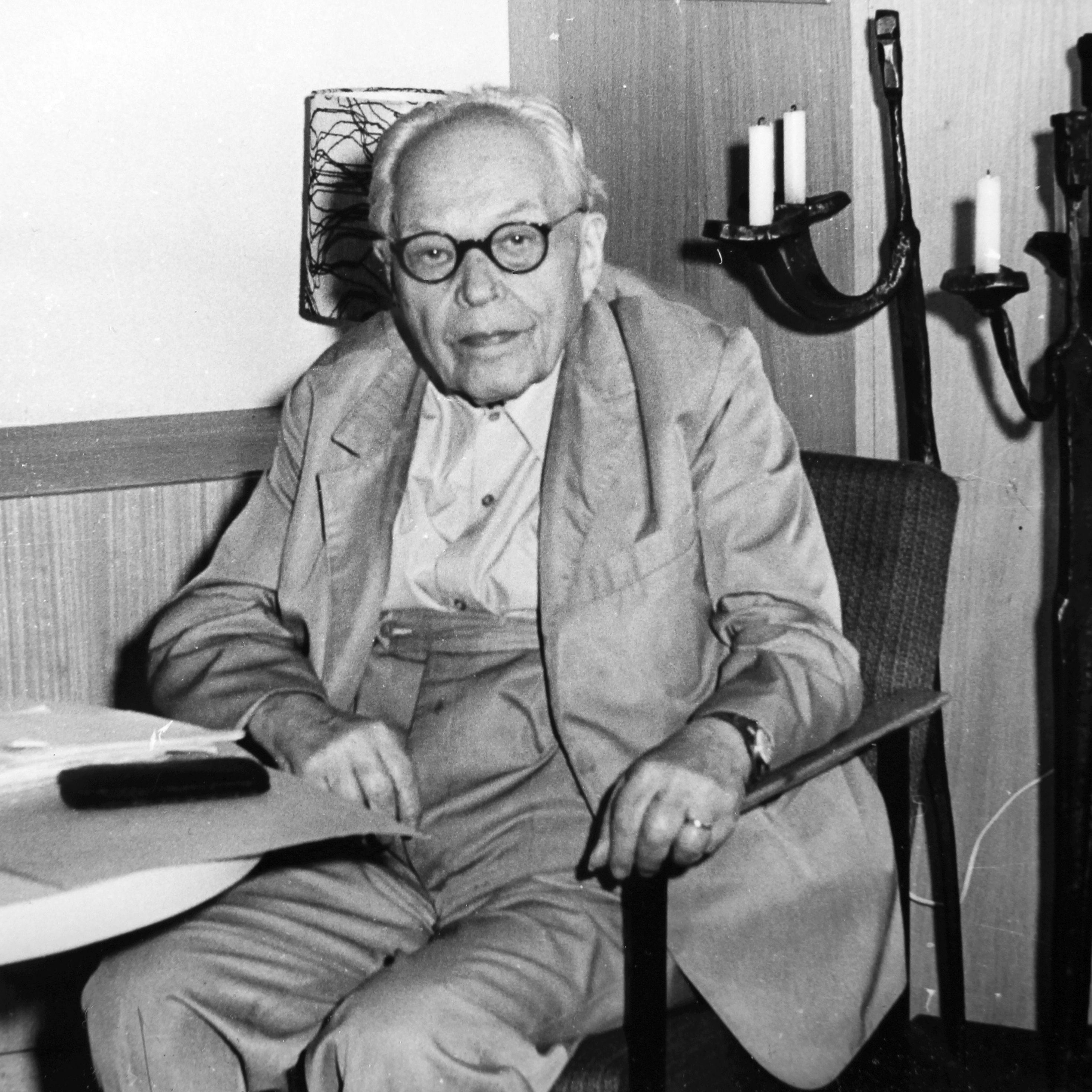
Fritz Löffler

Fritz Löffler (* 12 de septiembre de 1899 - † 15 de mayo de 1988 en Dresde, Alemania) fue un historiador del arte y especialista en literatura alemán que llevó a cabo una importante labor en la conservación y documentación de los monumentos de su ciudad.

## Biografía
Tras ir al colegio y al instituto en Dresde, en 1917 Löffler fue llamado a filas para participar en la Primera Guerra Mundial. Tras el fin de la misma aprobó su examen de Abitur y comenzó sus estudios universitarios, especializándose en Filología germánica, Historia del arte, Historia de la música, Romanística, Historia del teatro y Arqueología en las ciudades de Jena, Berlín, Greifswald, Florencia y Múnich. En 1927 se doctoró presentando una tesis titulada La obra épica de Eduard von Keyserling. De seguido, trabajó para las colecciones de arte de la ciudad de Dresde.
Löffler se interesó en diversas ramas de la cultura, mantuvo una relación de amistad, entre otros, con Otto Dix y apoyó decididamente al arte moderno, publicitándolo y organizando exposiciones. En 1937 fue despedido por las autoridades nacionalsocialistas por su apoyo al "arte degenerado". Posteriormente trabajó en la editorial Heimatwerk Sachsen como responsable del área de literatura sajona y a partir de 1939 volvió a combatir, esta vez en el frente occidental. En 1942, debido a la persecución laboral de que fue objeto en su tierra natal, tuvo que trasladarse a Cracovia, donde trabajó para el Gobierno General nazi organizando exposiciones de arte alemán.
En 1945, tras los bombardeos aliados que destrozaron Dresde, Löffler fue responsable del cuidado y el retorno a la ciudad de las obras de arte evacuadas en la localidad de Bad Muskau. Allí permaneció hasta el fin de la guerra.
Al finalizar el conflicto tuvo que enfrentarse en varias ocasiones a despidos por parte de las nuevas autoridades socialistas, tanto a nivel local como por parte del Ministerio de Educación de la RDA. Pese a todo se mostró siempre muy activo en la defensa de la recuperación de los bienes culturales de Dresde, así como de la restauración de los edificios destruidos y una planificación urbanística consecuente. Incluso después de su jubilación en 1968 siguió trabajando como escritor y publicista.

## Reconocimiento
La ciudad de Dresde ha nombrado una calle y una plaza en honor a Fritz Löffler. También lleva su nombre un instituto de la capital sajona.

## Obras
- 1955 Das alte Dresden. Geschichte seiner Bauten. ("La antigua Dresde. Historia de sus edificios") – Seemann-Henschel – ISBN 3363000073 (presentación detallada del desarrollo arquitectónico de Dresde con anterioridad a 1945) (en alemán).
- Fritz Löffler: Otto Dix. Bilder zur Bibel ("Otto Dix. Imágenes de la Biblia"). Berlín: Union Verlag, 1986. ISBN 3-372-00055-2 (en alemán).

- Datos: Q107195
- Multimedia: Fritz Löffler / Q107195